# Боргиена
Боргиена (лат. Borhyaena, от др.-греч. βορά ὕαινα «прожорливая гиена») — вымерший род метатериев (в состав которых входят современные сумчатые), обитавший в Южной Америке около 20—15 млн лет назад.
Боргиены были крупными, напоминавшими по виду медведей сумчатыми хищниками длиной тела до 1,5 м и средней массой около 100 кг. Типичные представители семейства Borhyaenidae, они имели плоские стопы и массивное строение тела. По-видимому, боргиены охотились из засады, либо были падальщиками, поскольку их короткие лапы не позволяли бегать быстро.